# New Castle Northwest
|  | Dieser Artikel wurde aufgrund von inhaltlichen Mängeln auf der Qualitätssicherungsseite des Projektes USA eingetragen. Hilf mit, die Qualität dieses Artikels auf ein akzeptables Niveau zu bringen, und beteilige dich an der Diskussion! Eine nähere Beschreibung der zu behebenden Mängel fehlt. |

New Castle Northwest ist ein zu Statistikzwecken definiertes Siedlungsgebiet (Census-designated place) im Lawrence County im US-Bundesstaat Pennsylvania. Das U.S. Census Bureau hat bei der Volkszählung 2020 eine Einwohnerzahl von 1.397 auf einer Fläche von 2 km² ermittelt. Die Bevölkerungsdichte liegt bei 699 pro km².